# أي بي توريس
أي بي توريس (بالإنجليزية: I.B. Tauris)‏، هي دار نشر مستقلة ويقع مقرها في كل من لندن ومدينة نيويورك.

## التاريخ
تأسست أي بي توريس في عام 1983. وأُعلن أنها عبارة عن إستراتيجية لسد الفجوة المتوقعة بين دور النشر التجارية والمطابع الجامعية، وذلك بنشر أعمال جادة متاحة حول السياسة والثقافة العالمية، وقد تخصصت الدار في بداياتها بما يتعلق بالشرق الأوسط.
أما الآن فهي متخصصة في الكتب غير الخيالية في الفن والتاريخ (العصور الوسطى والحديثة)، السياسة والعلاقات الدولية، والشرق الأوسط والعالم الإسلامي عموماً وكذلك الدين والجغرافيا والبيئة، والثقافة المرئية (بما في ذلك الفيلم والتصوير والفن المعاصر). وتستهدف كتبها في المقام الأول الأكاديميين والطلاب. ومع ذلك، بسبب الإقبال الحالي القوي على مواضيعها، فإنها تبيع أيضاً إلى الجمهور العام. ففي الفترة التي أعقبت أحداث 11 سبتمبر 2001، على سبيل المثال، قامت ببيع ما يقرب من 500,000 نسخة إنجليزية من كتاب طالبان لأحمد رشيد في جميع أنحاء العالم مع 27 طبعة مرخصة دولياً.
كما تصدر الشركة نسخة ورقية اسمها توريس بارك والتي تختص بالسفر، الكتابة، التاريخ والسير الذاتية.
في مايو 2011، كسبت الشركة منشورات ناشر الفنون الجميلة فيليب ويلسون بعد أن استلم البيع، والتوزيع لسنوات عديدة.
في يونيو 2013، أعلنت الشركة اتفاقية مع قسم النشر بالجامعة الأمريكية بالقاهرة والتي بموجبها توزع أي بي توريس جميع منشورات الجامعة في جميع أنحاء العالم خارج أمريكا الشمالية ومصر. كما شرعت دور النشر الاثنتين أيضاً في المشاركة في سلسلة من المنشورات الدولية. وكان هذا الاتفاق تماشياً مع إستراتيجية أي بي توريس المتمثلة في رغبتها بأن تكون اللاعب المهيمن في نشر دراسات الشرق الأوسط الدولية.

## وصلات خارجية
- الموقع الرسمي